# The 1989 World Tour
Tournées par Taylor Swift
Red Tour
(2013–2014) Reputation Stadium Tour
(2018)
The 1989 World Tour est la quatrième tournée mondiale de la chanteuse américaine Taylor Swift, faisant la promotion de son cinquième album studio, 1989 (2014). Les dates pour l'Europe et l'Amérique du Nord, ainsi que les deux dates pour le Japon, sont annoncées en novembre 2014. Les dates additionnelles pour Singapour et Shanghai sont annoncées en juin 2015, avec un troisième et dernier show pour Melbourne annoncé en juillet 2015. La tournée a débuté le 5 mai 2015, à Tokyo, au Japon, et s'est achevée le 12 décembre 2015, à Melbourne, Australie, le jour avant son vingt-sixième anniversaire. Cette tournée est devenue la plus lucrative pour l'artiste et la plus importante, rassemblant un total de 2 278 647 fans et générant 250 733 097 dollars. Elle est la tournée la plus lucrative de l'année 2015.
Le 13 décembre 2015 (date d'anniversaire de Taylor), Swift annonce son partenariat avec Apple Music pour la sortie du film du concert intitulé The 1989 World Tour Live le 20 décembre. Il a été filmé à Sydney, le 28 novembre, lors de son plus grand show avec un rassemblement de 75,980 personnes.

## Set list
Cette set list représente l'ensemble des chansons interprétées lors du premier show, à Tokyo. Des modifications ont été apportées par la suite :
1. Welcome To New York
2. New Romantics
3. Blank Space
4. I Knew You Were Trouble
5. I Wish You Would
6. How You Get The Girl
7. I Know Places
8. All You Had To Do Was Stay
9. You Are In Love
10. Clean
11. Love Story
12. Style
13. This Love
14. Bad Blood
15. We Are Never Ever Getting Back Together (version rock)
16. Enchanted/Wildest Dreams (mash-up)
17. Out of the Woods
18. Shake It Off

## Dates de la tournée
| Date                       | Ville           | Pays            | Lieu                          | Affluence             | Revenu brut  |
| -------------------------- | --------------- | --------------- | ----------------------------- | --------------------- | ------------ |
| Étape 1 - Asie             |                 |                 |                               |                       |              |
| 5 mai 2015                 | Tokyo           | Japon           | Tokyo Dome                    | 100,320 / 100,320     | $10,586,828  |
| 6 mai 2015                 | Tokyo           | Japon           | Tokyo Dome                    | 100,320 / 100,320     | $10,586,828  |
| TOTAL                      | TOTAL           | TOTAL           | TOTAL                         | 100,320 / 100,320     | $10,586,828  |
| Étape 2 - Amérique du Nord |                 |                 |                               |                       |              |
| 15 mai 2015                | Las Vegas       | États-Unis      | City of Rock                  | N/A                   | N/A          |
| 20 mai 2015                | Bossier City    | États-Unis      | CenturyLink Center            | 12,459 / 12,459       | $1,458,197   |
| 22 mai 2015                | Baton Rouge     | États-Unis      | LSU Tiger Stadium             | 50,227 / 50,227       | $4,119,670   |
| 30 mai 2015                | Détroit         | États-Unis      | Ford Field                    | 50,703 / 50,703       | $5,999,690   |
| 2 juin 2015                | Louisville      | États-Unis      | KFC Yum! Center               | 16,242 / 16,242       | $1,863,281   |
| 3 juin 2015                | Cleveland       | États-Unis      | Quicken Loans Arena           | 15,503 / 15,503       | $1,732,041   |
| 6 juin 2015                | Pittsburgh      | États-Unis      | Heinz Field                   | 54,801 / 54,801       | $5,836,926   |
| 8 juin 2015                | Charlotte       | États-Unis      | Time Warner Cable Arena       | 15,024 / 15,024       | $1,627,798   |
| 9 juin 2015                | Raleigh         | États-Unis      | PNC Arena                     | 13,886 / 13,886       | $1,653,762   |
| 12 juin 2015               | Philadelphie    | États-Unis      | Lincoln Financial Field       | 101,052 / 101,052     | $11,987,816  |
| 13 juin 2015               | Philadelphie    | États-Unis      | Lincoln Financial Field       | 101,052 / 101,052     | $11,987,816  |
| TOTAL                      | TOTAL           | TOTAL           | TOTAL                         | 329,897 / 329,897     | $36,279,181  |
| Étape 3 - Europe           |                 |                 |                               |                       |              |
| 19 juin 2015               | Cologne         | Allemagne       | Lanxess Arena                 | 29,020 / 29,020       | $2,054,690   |
| 20 juin 2015               | Cologne         | Allemagne       | Lanxess Arena                 | 29,020 / 29,020       | $2,054,690   |
| 21 juin 2015               | Amsterdam       | Pays-Bas        | Ziggo Dome                    | 11,166 / 11,166       | $800,829     |
| 23 juin 2015               | Glasgow         | Royaume-Uni     | The SSE Hydro                 | 11,021 / 11,021       | $1,119,300   |
| 24 juin 2015               | Manchester      | Royaume-Uni     | Manchester Arena              | 14,773 / 14,773       | $1,478,760   |
| 27 juin 2015               | Londres         | Royaume-Uni     | Hyde Park                     | N/A                   | N/A          |
| 29 juin 2015               | Dublin          | Irlande         | 3Arena                        | 25,188 / 25,188       | $1,975,510   |
| 30 juin 2015               | Dublin          | Irlande         | 3Arena                        | 25,188 / 25,188       | $1,975,510   |
| TOTAL                      | TOTAL           | TOTAL           | TOTAL                         | 91,168 / 91,168       | $7,429,089   |
| Étape 4 - Amérique du Nord |                 |                 |                               |                       |              |
| 6 juillet 2015             | Ottawa          | Canada          | Centre Canadian Tire          | 13,480 / 13,480       | $1,325,480   |
| 7 juillet 2015             | Montréal        | Canada          | Centre Bell                   | 14,770 / 14,770       | $1,499,040   |
| 10 juillet 2015            | East Rutherford | États-Unis      | MetLife Stadium               | 110,105 / 110,105     | $13,423,858  |
| 11 juillet 2015            | East Rutherford | États-Unis      | MetLife Stadium               | 110,105 / 110,105     | $13,423,858  |
| 13 juillet 2015            | Washington      | États-Unis      | Nationals Park                | 85,014 / 85,014       | $9,730,596   |
| 14 juillet 2015            | Washington      | États-Unis      | Nationals Park                | 85,014 / 85,014       | $9,730,596   |
| 18 juillet 2015            | Chicago         | États-Unis      | Soldier Field                 | 110,109 / 110,109     | $11,469,887  |
| 19 juillet 2015            | Chicago         | États-Unis      | Soldier Field                 | 110,109 / 110,109     | $11,469,887  |
| 24 juillet 2015            | Foxborough      | États-Unis      | Gillette Stadium              | 116,849 / 116,849     | $12,533,166  |
| 25 juillet 2015            | Foxborough      | États-Unis      | Gillette Stadium              | 116,849 / 116,849     | $12,533,166  |
| 1er août 2015              | Vancouver       | Canada          | BC Place                      | 41,463 / 41,463       | $4,081,820   |
| 4 août 2015                | Edmonton        | Canada          | Rexall Place                  | 26,534 / 26,534       | $2,387,080   |
| 5 août 2015                | Edmonton        | Canada          | Rexall Place                  | 26,534 / 26,534       | $2,387,080   |
| 8 août 2015                | Seattle         | États-Unis      | CenturyLink Field             | 55,711 / 55,711       | $6,050,643   |
| 14 août 2015               | Santa Clara     | États-Unis      | Levi's Stadium                | 102,139 / 102,139     | $13,031,146  |
| 15 août 2015               | Santa Clara     | États-Unis      | Levi's Stadium                | 102,139 / 102,139     | $13,031,146  |
| 17 août 2015               | Glendale        | États-Unis      | Gila River Arena              | 26,520 / 26,520       | $3,029,628   |
| 18 août 2015               | Glendale        | États-Unis      | Gila River Arena              | 26,520 / 26,520       | $3,029,628   |
| 21 août 2015               | Los Angeles     | États-Unis      | Staples Center                | 70,563 / 70,563       | $8,961,681   |
| 22 août 2015               | Los Angeles     | États-Unis      | Staples Center                | 70,563 / 70,563       | $8,961,681   |
| 24 août 2015               | Los Angeles     | États-Unis      | Staples Center                | 70,563 / 70,563       | $8,961,681   |
| 25 août 2015               | Los Angeles     | États-Unis      | Staples Center                | 70,563 / 70,563       | $8,961,681   |
| 26 août 2015               | Los Angeles     | États-Unis      | Staples Center                | 70,563 / 70,563       | $8,961,681   |
| 29 août 2015               | San Diego       | États-Unis      | Petco Park                    | 44,710 / 44,710       | $5,475,237   |
| 4 septembre 2015           | Salt Lake City  | États-Unis      | EnergySolutions Arena         | 14,131 / 14,131       | $1,589,686   |
| 5 septembre 2015           | Denver          | États-Unis      | Pepsi Center                  | 27,126 / 27,126       | $2,868,991   |
| 6 septembre 2015           | Denver          | États-Unis      | Pepsi Center                  | 27,126 / 27,126       | $2,868,991   |
| 9 septembre 2015           | Houston         | États-Unis      | Minute Maid Park              | 40,122 / 40,122       | $5,202,196   |
| 11 septembre 2015          | St. Paul        | États-Unis      | Xcel Energy Center            | 45,126 / 45,126       | $5,514,863   |
| 12 septembre 2015          | St. Paul        | États-Unis      | Xcel Energy Center            | 45,126 / 45,126       | $5,514,863   |
| 13 septembre 2015          | St. Paul        | États-Unis      | Xcel Energy Center            | 45,126 / 45,126       | $5,514,863   |
| 16 septembre 2015          | Indianapolis    | États-Unis      | Bankers Life Fieldhouse       | 14,010 / 14,010       | $1,550,268   |
| 17 septembre 2015          | Columbus        | États-Unis      | Nationwide Arena              | 29,936 / 29,936       | $3,369,693   |
| 18 septembre 2015          | Columbus        | États-Unis      | Nationwide Arena              | 29,936 / 29,936       | $3,369,693   |
| 21 septembre 2015          | Kansas City     | États-Unis      | Sprint Center                 | 27,857 / 27,857       | $2,967,558   |
| 22 septembre 2015          | Kansas City     | États-Unis      | Sprint Center                 | 27,857 / 27,857       | $2,967,558   |
| 25 septembre 2015          | Nashville       | États-Unis      | Bridgestone Arena             | 28,917 / 28,917       | $3,354,844   |
| 26 septembre 2015          | Nashville       | États-Unis      | Bridgestone Arena             | 28,917 / 28,917       | $3,354,844   |
| 28 septembre 2015          | St. Louis       | États-Unis      | Scottrade Center              | 29,688 / 29,688       | $3,452,940   |
| 29 septembre 2015          | St. Louis       | États-Unis      | Scottrade Center              | 29,688 / 29,688       | $3,452,940   |
| 2 octobre 2015             | Toronto         | Canada          | Centre Rogers                 | 99,283 / 99,283       | $8,670,990   |
| 3 octobre 2015             | Toronto         | Canada          | Centre Rogers                 | 99,283 / 99,283       | $8,670,990   |
| 8 octobre 2015             | Des Moines      | États-Unis      | Wells Fargo Arena             | 13,969 / 13,969       | $1,566,321   |
| 9 octobre 2015             | Omaha           | États-Unis      | CenturyLink Center            | 29,622 / 29,622       | $3,121,421   |
| 10 octobre 2015            | Omaha           | États-Unis      | CenturyLink Center            | 29,622 / 29,622       | $3,121,421   |
| 12 octobre 2015            | Fargo           | États-Unis      | Fargodome                     | 21,067 / 21,067       | $2,219,188   |
| 17 octobre 2015            | Arlington       | États-Unis      | AT&T Stadium                  | 62,630 / 62,630       | $7,396,733   |
| 20 octobre 2015            | Lexington       | États-Unis      | Rupp Arena                    | 17,084 / 17,084       | $1,870,471   |
| 21 octobre 2015            | Greensboro      | États-Unis      | Greensboro Coliseum           | 15,079 / 15,079       | $1,662,171   |
| 24 octobre 2015            | Atlanta         | États-Unis      | Georgia Dome                  | 56,046 / 56,046       | $6,034,846   |
| 27 octobre 2015            | Miami           | États-Unis      | American Airlines Arena       | 14,044 / 14,044       | $1,527,919   |
| 31 octobre 2015            | Tampa           | États-Unis      | Raymond James Stadium         | 56,987 / 56,987       | $6,202,515   |
| TOTAL                      | TOTAL           | TOTAL           | TOTAL                         | 1,460,691 / 1,460,691 | $163,142,876 |
| Étape 5 - Asie             |                 |                 |                               |                       |              |
| 7 novembre 2015            | Kallang         | Singapour       | Singapore Indoor Stadium      | 17,726 / 17,726       | $3,217,569   |
| 8 novembre 2015            | Kallang         | Singapour       | Singapore Indoor Stadium      | 17,726 / 17,726       | $3,217,569   |
| 10 novembre 2015           | Shanghai        | Chine           | Mercedes-Benz Arena           | 37,758 / 37,758       | $5,917,348   |
| 11 novembre 2015           | Shanghai        | Chine           | Mercedes-Benz Arena           | 37,758 / 37,758       | $5,917,348   |
| 12 novembre 2015           | Shanghai        | Chine           | Mercedes-Benz Arena           | 37,758 / 37,758       | $5,917,348   |
| TOTAL                      | TOTAL           | TOTAL           | TOTAL                         | 55,484 / 55,484       | $9,134,917   |
| Étape 6 - Océanie          |                 |                 |                               |                       |              |
| 28 novembre 2015           | Sydney          | Australie       | ANZ Stadium                   | 75,980 / 75,980       | $6,571,683   |
| 5 décembre 2015            | Brisbane        | Australie       | Suncorp Stadium               | 46,881 / 46,881       | $4,759,471   |
| 7 décembre 2015            | Adélaïde        | Australie       | Adelaide Entertainment Centre | 20,090 / 20,090       | $2,407,499   |
| 8 décembre 2015            | Adélaïde        | Australie       | Adelaide Entertainment Centre | 20,090 / 20,090       | $2,407,499   |
| 10 décembre 2015           | Melbourne       | Australie       | AAMI Park                     | 98,136 / 98,136       | $10,421,553  |
| 11 décembre 2015           | Melbourne       | Australie       | AAMI Park                     | 98,136 / 98,136       | $10,421,553  |
| 12 décembre 2015           | Melbourne       | Australie       | AAMI Park                     | 98,136 / 98,136       | $10,421,553  |
| TOTAL                      | TOTAL           | TOTAL           | TOTAL                         | 244,087 / 244,087     | $24,160,206  |
| CUMULATIF TOTAL            | CUMULATIF TOTAL | CUMULATIF TOTAL | CUMULATIF TOTAL               | 2,278,647 / 2,278,647 | $250,733,097 |